# Carlos Fernando de Médici
Carlos Fernando de Médici (Florencia, 19 de marzo de 1595-Montughi, 17 de junio de 1666) fue un cardenal italiano perteneciente a la célebre familia de los Médici.

## Primeros años de vida
Hijo del gran duque de Toscana Fernando I de Médici (que a su vez había sido cardenal antes de renunciar a la púrpura para dirigir el estado toscano) y de Cristina de Lorena, tuvo una carrera de éxito en la jerarquía eclesiástica. Amante de las artes y de la vida acomodada, embellezó la Villa Médici de Roma, mientras que en Florencia hizo construir el Casino Mediceo di San Marco a Bernardo Buontalenti y reestructurar, por ejemplo, la villa medicea de Careggi.

## Vida religiosa
Fue nombrado cardenal por Paulo V en el consistorio del 2 de diciembre de 1615, con el título de Santa Maria in Domnica. Participó en los cónclaves de 1621 y 1623, donde fueron elegidos respectivamente Gregorio XV y Urbano VIII.
Su título fue transferido a San Nicola in Carcere en 1623 , mientras que en 1644 fue cardenal protodiácono en el cónclave que eligió a Inocencio X. Fue brevemente titular de Sant'Eustachio antes de ser nombrado cardenal-presbítero en diciembre de ese mismo año, con el título de San Sisto.
El año siguiente fue nombrado Cardenal-Obispo con sede en Sabina, pero siete meses después este optó por la de Frascati.
El 29 de abril de 1652 fue nombrado cardenal-obispo de Porto e Santa Rufina y vicedecano del colegio cardenalicio.
El 23 de septiembre de ese mismo año se convirtió en decano del colegio cardenalicio y cardenal-obispo de Ostia y Velletri. Presidió el cónclave que eligió a Alejandro VII.
Murió en Florencia en 1666, siendo sepultado en la cripta de la basílica de San Lorenzo de Florencia con los otros miembros de su familia.
| Predecesor: Giulio Roma        | Decano del Colegio Cardenalicio 1652 - 1666          | Sucesor: Francesco Barberini |
| Predecesor: Maurizio di Savoia | Cardenal protodiácono 1630 - 12 de diciembre de 1644 | Sucesor: Antonio Barberini   |

- Datos: Q59867
- Multimedia: Carlo de' Medici (1595–1666) / Q59867